# Жеблахты
Жеблахты — село в Ермаковском районе Красноярского края. Административный центр и единственный населённый пункт Жеблахтинского сельсовета.

## География
Расположено на левом берегу реки Ои. Абсолютная высота — 289 метров над уровнем моря.

## История
Основано в 1696 году. В 1926 году в селе имелось 174 хозяйства и проживало 812 человек (398 мужчин и 414 женщин). В национальном составе населения того периода преобладали русские. В административном отношении являлось центром Жеблахтинского сельсовета Ермаковского района Минусинского округа Сибирского края.

## Население
| 1989 | 2002 | 2010 | 2012 | 2013 | 2014 | 2015 |
| ---- | ---- | ---- | ---- | ---- | ---- | ---- |
| 651  | ↗725 | ↘627 | ↘609 | ↘598 | ↘597 | ↘594 |
| 2016 | 2017 |      |      |      |      |      |
| ↘582 | ↘566 |      |      |      |      |      |

Половой состав
По данным Всероссийской переписи населения 2010 года в гендерной структуре населения мужчины составляли 49 %, женщины — соответственно 51 %.
Национальный состав
Согласно результатам переписи 2002 года, в национальной структуре населения русские составляли 96 % из 725 чел.

## Галерея

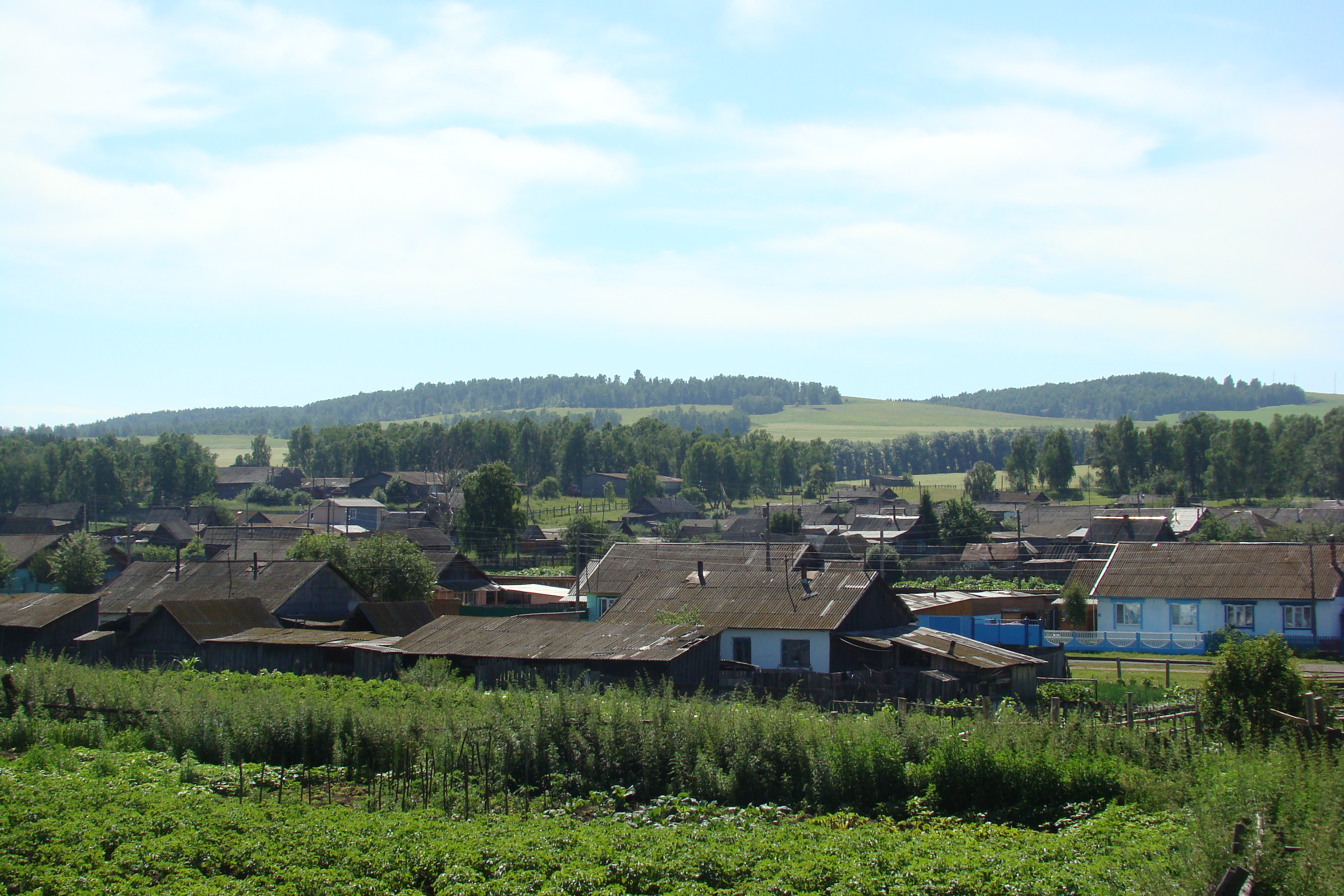
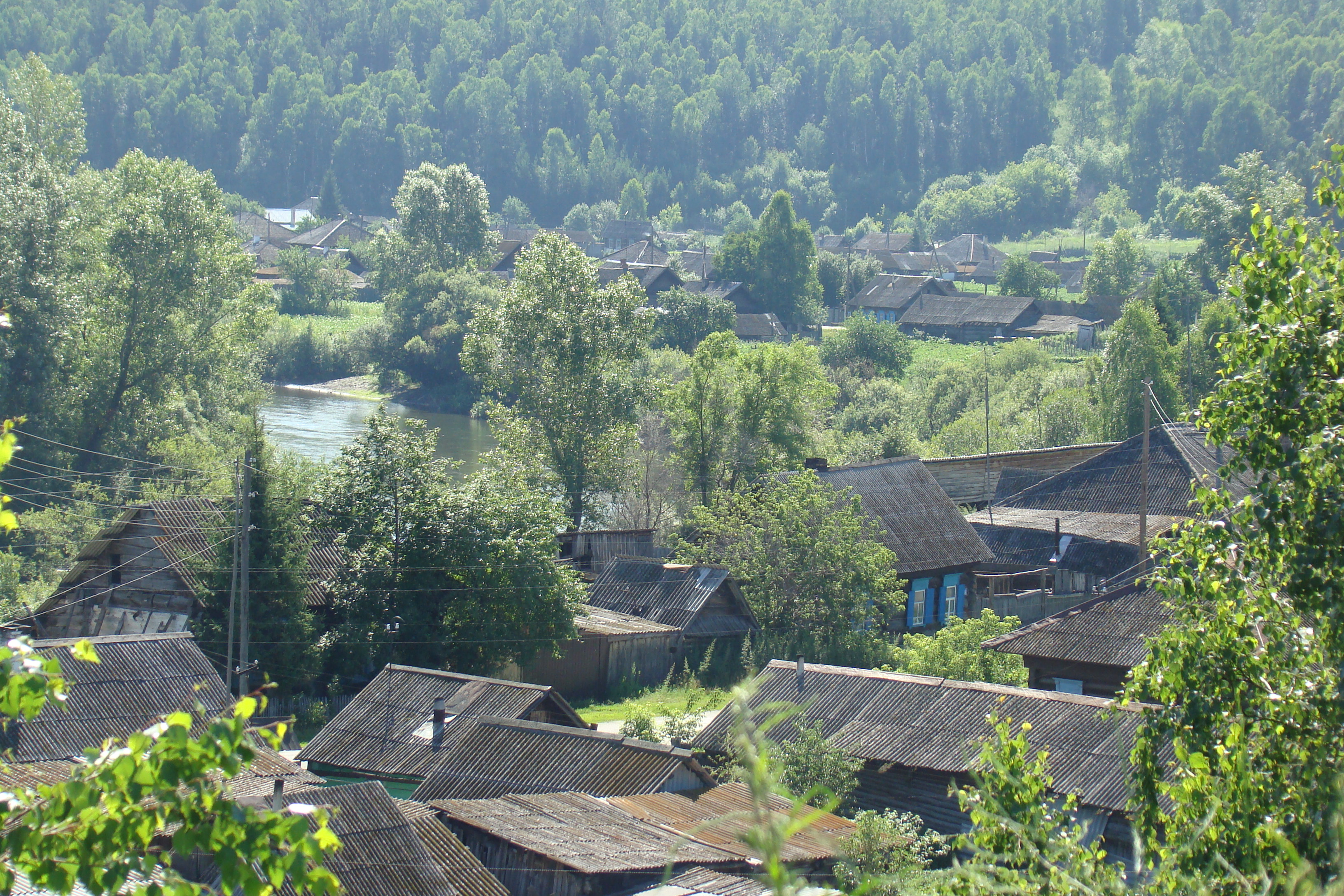
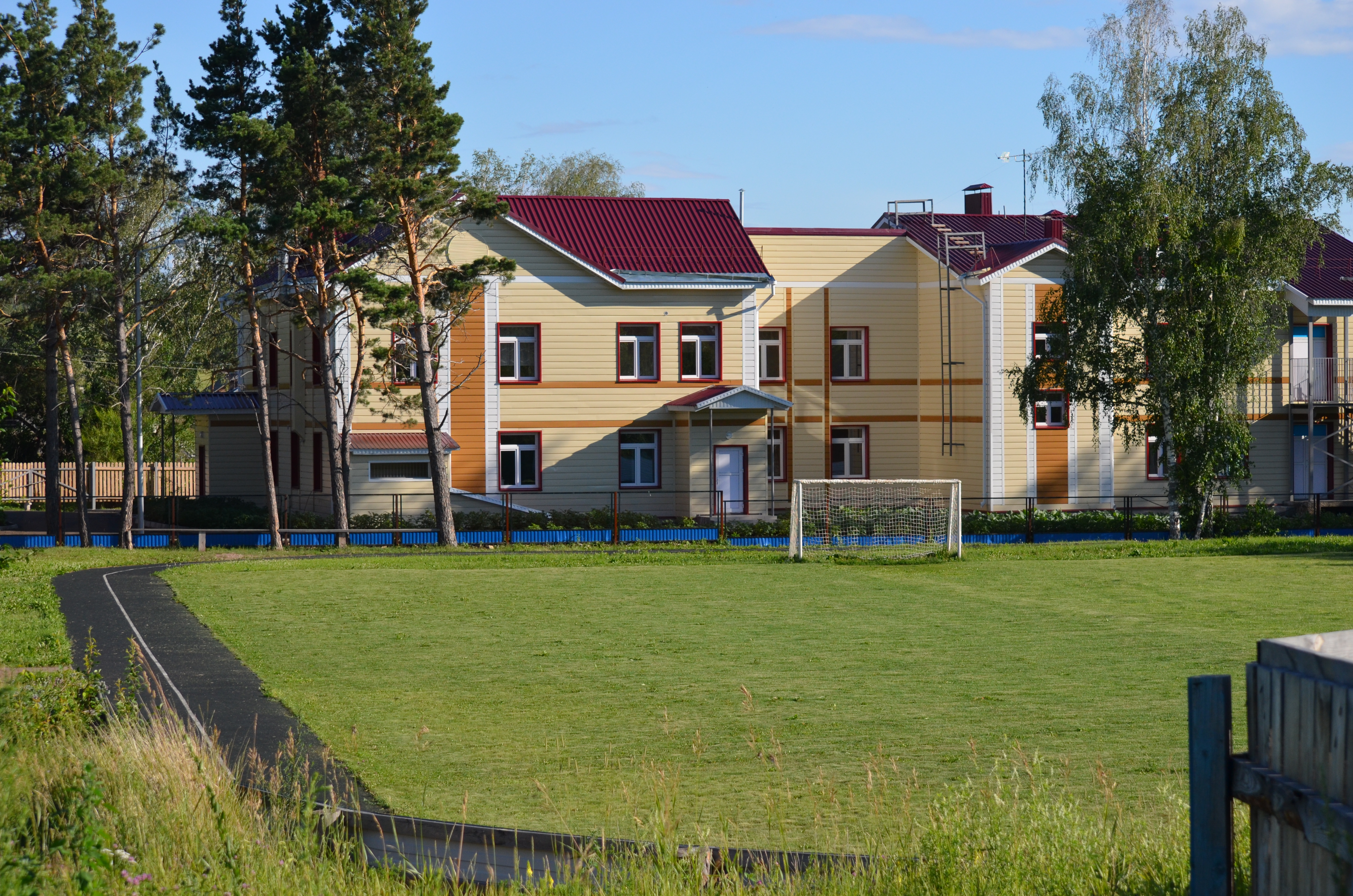